# André de Leeuw
André Oscar de Leeuw (Amsterdam, 9 juni 1935 - Middelburg, 21 november 2017) was een Nederlands politicus en psychiater.
De Leeuw had een medische en psychiatrische opleiding gevolgd aan de Universiteit van Amsterdam en was werkzaam geweest als psychotherapeut. In 1970 trad hij toe tot het bestuur van de Communistische Partij van Nederland (CPN), waarin hij tot 1982 zitting zou hebben. Namens de CPN zat hij van december 1972 tot juni 1977 in de Tweede Kamer. In zijn fractie was hij woordvoerder volksgezondheid, onderwijs en Koninkrijkszaken. Na zijn Kamerlidmaatschap pakte hij zijn oude vak weer volledig op als psychiater.
- Parlement.com: vg09llf0tjxt